# West of Hot Dog
West of Hot Dog è un cortometraggio muto del 1924 diretto da Scott Pembroke e Joe Rock, prodotto da Joe Rock con Stan Laurel.
Il cortometraggio fu distribuito il 30 dicembre 1924.

## Trama
Nel selvaggio West Stan giunge, contemporaneamente ad una ragazza, in una piccola cittadina chiamata "Hot Dog", perché convocato da un avvocato. Stan non è un uomo molto coraggioso e, prima di arrivare al paese, viene derubato dei suoi averi, da una banda di ladri il cui capo è un certo Bad Mike.
Appena arrivato, Stan va dall'avvocato Jones per sbrigare alcune pratiche ereditarie e si va a sedere proprio vicino a Bad Mike e ad un suo compare, senza nemmeno riconoscerli, che lo buttano varie volte dalla finestra, visto che questi si era immischiato nelle loro faccende.
Tornato per la quarta volta in ufficio, riceve la notizia di avere ereditato il saloon, ma ciò gli causa poi una serie di guai. 
In seguito, uscendo dal saloon, distrugge tutto il porticato, dopo di che ruba il cavallo di Mike, animale che, seguendo la sua abitudine, lo porta fino al covo del ladro. Entrato in casa si nasconde appena in tempo, visto che sono di ritorno anche gli scagnozzi di Mike.
Si nasconde in una stanza, ma viene scoperto da due banditi che Stan, fortunosamente elimina. Poi, suscitando l'ammirazione della ragazza, spraggiunta con lo sceriffo, mette fuori combattimento anche Bad Mike.

## Cast
- Stan Laurel - Stan, lo sceriffo
- Julie Leonard - piccola Mostarda, figlia dello sceriffo (non accreditato)
- Lew Meehan - Bad Mike (non accreditato)